# 小行星6115
小行星6115（英語：6115 Martinduncan）是一颗围绕太阳公转的小行星。1984年9月25日，B. A. Skiff在可可尼诺县发现了此天体。
这颗小行星的绝对星等为66.74617352456576等。